# Balinghem
Balinghem és un municipi francès situat al departament del Pas de Calais i a la regió dels Alts de França. L'any 2007 tenia 1.024 habitants.

## Demografia

### Població
El 2007 la població de fet de Balinghem era de 1.024 persones. Hi havia 351 famílies de les quals 70 eren unipersonals (33 homes vivint sols i 37 dones vivint soles), 98 parelles sense fills, 167 parelles amb fills i 16 famílies monoparentals amb fills.
La població ha evolucionat segons el següent gràfic:
Habitants censats

### Habitatges
El 2007 hi havia 472 habitatges, 355 eren l'habitatge principal de la família, 110 eren segones residències i 7 estaven desocupats. Tots els 354 habitatges eren cases. Dels 355 habitatges principals, 287 estaven ocupats pels seus propietaris, 55 estaven llogats i ocupats pels llogaters i 13 estaven cedits a títol gratuït; 5 tenien una cambra, 23 en tenien dues, 47 en tenien tres, 71 en tenien quatre i 209 en tenien cinc o més. 271 habitatges disposaven pel capbaix d'una plaça de pàrquing. A 142 habitatges hi havia un automòbil i a 174 n'hi havia dos o més.

### Piràmide de població
La piràmide de població per edats i sexe el 2009 era:
| Homes | Edats   | Dones |
| ----- | ------- | ----- |
| 0     | 95 o +  | 0     |
| 0     | 90 a 94 | 4     |
| 0     | 85 a 89 | 0     |
| 0     | 80 a 84 | 0     |
| 0     | 75 a 79 | 4     |
| 12    | 70 a 74 | 8     |
| 20    | 65 a 69 | 20    |
| 24    | 60 a 64 | 36    |
| 24    | 55 a 59 | 8     |
| 40    | 50 a 54 | 20    |
| 32    | 45 a 49 | 32    |
| 28    | 40 a 44 | 20    |
| 56    | 35 a 39 | 40    |
| 40    | 30 a 34 | 40    |
| 28    | 25 a 29 | 16    |
| 32    | 20 a 24 | 20    |
| 32    | 15 a 19 | 20    |
| 28    | 10 a 14 | 36    |
| 32    | 5 a 9   | 28    |
| 16    | 0 a 4   | 24    |

## Economia
El 2007 la població en edat de treballar era de 684 persones, 495 eren actives i 189 eren inactives. De les 495 persones actives 431 estaven ocupades (263 homes i 168 dones) i 64 estaven aturades (28 homes i 36 dones). De les 189 persones inactives 63 estaven jubilades, 44 estaven estudiant i 82 estaven classificades com a «altres inactius».

### Ingressos
El 2009 a Balinghem hi havia 378 unitats fiscals que integraven 1.072 persones, la mediana anual d'ingressos fiscals per persona era de 16.397 €.

### Activitats econòmiques
Dels 17 establiments que hi havia el 2007, 1 era d'una empresa alimentària, 3 d'empreses de fabricació d'altres productes industrials, 1 d'una empresa de construcció, 3 d'empreses d'hostatgeria i restauració, 1 d'una empresa financera, 1 d'una empresa immobiliària, 5 d'empreses de serveis i 2 d'empreses classificades com a «altres activitats de serveis».
Dels 2 establiments de servei als particulars que hi havia el 2009, 1 era una fusteria i 1 restaurant.
L'únic establiment comercial que hi havia el 2009 era una fleca.
L'any 2000 a Balinghem hi havia 7 explotacions agrícoles que ocupaven un total de 350 hectàrees.

## Equipaments sanitaris i escolars
El 2009 hi havia una escola elemental integrada dins d'un grup escolar amb les comunes properes formant una escola dispersa.

## Poblacions més properes
El següent diagrama mostra les poblacions més properes.